# Wilhelm Kloske
Wilhelm Atanazy Kloske (ur. 10 stycznia 1852 w Naczysławkach, zm. 12 maja 1925 w Gnieźnie) − polski duchowny rzymskokatolicki, biskup pomocniczy gnieźnieński w latach 1911–1924.

## Życiorys
Urodził się 10 stycznia 1852 w Naczysławkach (Klein Nimsdorf). Ukończył gimnazjum w Głubczycach, po czym w latach 1873–1876 studiował teologię na uniwersytecie we Wrocławiu. Z powodu zamknięcia przez władze pruskie wrocławskiego seminarium duchownego ostatni rok studiów odbył w Pradze i tam 15 lipca 1877 został wyświęcony na prezbitera.
W czasie kulturkampfu nie mógł otrzymać przydziału na placówkę duszpasterską, dlatego w latach 1877–1882 pracował jako guwerner u hrabiego Ignacego Mycielskiego w Smogorzewie. Następnie od 1882 do 1884 pełnił funkcję sekretarza księdza Asmanna, delegata biskupiego w Berlinie. W latach 1884–1887 był wikariuszem przy kościele św. Michała w Berlinie i prefektem w szkole realnej. W latach 1888–1901 nauczał religii w Gimnazjum św. Marii Magdaleny w Poznaniu. Od 1902 do 1903 był proboszczem parafii w Jaksicach. W 1903 został mianowany kanonikiem kapituły gnieźnieńskiej i rektorem seminarium duchownego w Gnieźnie. Od 1904 pełnił funkcję kaznodziei katedralnego, a od 1908 sprawował urząd oficjała.
29 grudnia 1910 został prekonizowany biskupem pomocniczym archidiecezji gnieźnieńskiej ze stolicą tytularną Theodosiopolis. Święcenia biskupie otrzymał 19 lutego 1911 w katedrze gnieźnieńskiej. Udzielił mu ich wikariusz kapitulny archidiecezji poznańskiej biskup Edward Likowski w asyście Karla Augustina, biskupa pomocniczego wrocławskiego, i Jakuba Klundera, biskupa pomocniczego chełmińskiego. Po śmierci arcybiskupa Likowskiego od lutego do września 1915 był wikariuszem kapitulnym archidiecezji gnieźnieńskiej. W 1924 z powodu wieku i choroby ustąpił z urzędu biskupa pomocniczego.
W okresie studiów działał w polskim ruchu narodowym, w latach 1875–1876 piastował stanowisko prezesa Towarzystwa Polskich Górnoślązaków. Pomimo działalności patriotycznej przyjął pruski Order Orła Czerwonego IV klasy i wystąpił przeciwko obchodom 500. rocznicy bitwy pod Grunwaldem, co spotkało się z krytyką. W 1921, przebywając w rodzinnej miejscowości, wezwał Ślązaków, aby w plebiscycie opowiedzieli się za przynależnością do Polski.
Był współkonsekratorem podczas sakr arcybiskupa metropolity gnieźnieńskiego i poznańskiego Edmunda Dalbora (1915) oraz biskupa pomocniczego poznańskiego Pawła Jedzinka (1915).
Zmarł 12 maja 1925 w Gnieźnie. 16 maja 1925 został pochowany w krypcie miejscowej katedry prymasowskiej.